# A Perfect Day
Um Dia Perfeito é um filme de comédia dramática espanhol de 2015 escrito e dirigido por Fernando León de Aranoa. É baseado no romance Dejarse Llover de Paula Farias, sendo a estreia do diretor em língua inglesa. O filme foi exibido na seção Quinzena dos Realizadores do Festival de Cinema de Cannes de 2015.

## Trama
Os veteranos trabalhadores humanitários Mambrú (Benicio del Toro) e B (Tim Robbins), e a novata Sophie (Mélanie Thierry), acompanhados por seu intérprete Damir (Fedja Štukan), tentam recuperar um cadáver de um poço em algum lugar da antiga Iugoslávia no final da Guerra Civil Iugoslava.
A primeira tentativa falha porque a corda se rompe, então eles saem em busca de outra corda, o que acaba sendo mais difícil do que o esperado. Eles são acompanhados em sua empreitada pela ex-amante de Mambrú, Katya (Olga Kurylenko), e por um jovem garoto local chamado Nikola.

## Elenco
| Ator             | Personagem |
| ---------------- | ---------- |
| Benicio del Toro | Mambrú     |
| Tim Robbins      | B          |
| Olga Kurylenko   | Katya      |
| Mélanie Thierry  | Sophie     |
| Fedja Štukan     | Damir      |
| Eldar Residovic  | Nikola     |
| Sergi López      | Goyo       |

## Recepção
No Rotten Tomatoes, o filme tem 71% de aprovação, com base em 58 avaliações. O consenso diz: "Os trabalhadores humanitários recebem o que lhes é devido em Um Dia Perfeito, que é diferente e bem atuado o suficiente para superar seu ritmo lógico e clichês narrativos". No Metacritic, o filme tem uma pontuação de 59 em 100, amostrada de 15 críticos, indicando "críticas mistas ou médias".
Manohla Dargis do The New York Times disse que trata-se de "um filme útil e assistível". Henry Barnes do The Guardian comparou o humor do filme ao de M*A*S*H, e o elenco foi elogiado; mas a execução do humor foi considerada mediana.

## Prêmios e indicações
| Prêmios           | Categoria | Nomeado | Resultado |
| ----------------- | --- | --- | --------- |
| III Prêmios Feroz | Melhor Comédia \|style="text-align:center;background: #ffdddd;vertical-align: middle;" class="table-no2"\| Indicado         | Melhor Comédia \|style="text-align:center;background: #ffdddd;vertical-align: middle;" class="table-no2"\| Indicado                                              |           |
| III Prêmios Feroz | Melhor Diretor | Fernando León de Aranoa \|style="text-align:center;background: #ffdddd;vertical-align: middle;" class="table-no2"\| Indicado                                     |           |
| III Prêmios Feroz | Melhor Roteiro | Fernando León de Aranoa , com a colaboração de Diego Farias \|style="text-align:center;background: #ffdddd;vertical-align: middle;" class="table-no2"\| Indicado |           |
| III Prêmios Feroz | Melhor Cartaz de Filme \|style="text-align:center;background: #ffdddd;vertical-align: middle;" class="table-no2"\| Indicado | |           |
| 30º Prêmio Goya   | Melhor Filme \|style="text-align:center;background: #ffdddd;vertical-align: middle;" class="table-no2"\| Indicado           | Melhor Filme \|style="text-align:center;background: #ffdddd;vertical-align: middle;" class="table-no2"\| Indicado                                                |           |
| 30º Prêmio Goya   | Melhor Diretor | Fernando León de Aranoa \|style="text-align:center;background: #ffdddd;vertical-align: middle;" class="table-no2"\| Indicado                                     |           |
| 30º Prêmio Goya   | Melhor Roteiro Adaptado | Fernando León de Aranoa \|style="text-align:center;background: #ddffdd;vertical-align: middle; {{{style}}}" class="table-yes2"\| Venceu                          |           |
| 30º Prêmio Goya   | Melhor Ator Coadjuvante | Tim Robbins \|style="text-align:center;background: #ffdddd;vertical-align: middle;" class="table-no2"\| Indicado                                                 |           |
| 30º Prêmio Goya   | Melhor Cinematografia | style="text-align:center;background: #ffdddd;vertical-align: middle;" class="table-no2"\| Indicado                                                               |           |
| 30º Prêmio Goya   | Melhor Edição | style="text-align:center;background: #ffdddd;vertical-align: middle;" class="table-no2"\| Indicado                                                               |           |
| 30º Prêmio Goya   | Melhor Supervisão de Produção                                                                                               | style="text-align:center;background: #ffdddd;vertical-align: middle;" class="table-no2"\| Indicado                                                               |           |
| 30º Prêmio Goya   | Melhor Figurino | style="text-align:center;background: #ffdddd;vertical-align: middle;" class="table-no2"\| Indicado                                                               |           |

Benicio del Toro recebeu o prêmio honorário Coração de Sarajevo no Festival de Cinema de Sarajevo.